# Federica Isola
Federica Isola (* 27. September 1999 in Mailand) ist eine italienische Degenfechterin.

## Erfolge
Federica Isola, die für das Centro Sportivo der Aeronautica Militare antritt, gab im September 2014 beim Weltcup in Budapest ihr internationales Debüt. Ihre ersten größeren Erfolge gelangen der Rechtshänderin im Jahr 2019. Bei den Weltmeisterschaften in Budapest belegte sie im Mannschaftswettbewerb mit Alice Clerici, Rossella Fiamingo und Mara Navarria den dritten Platz und sicherte sich so eine Bronzemedaille. Auch die Europameisterschaften in Düsseldorf beendete sie mit derselben Mannschaft auf Rang drei.
Bei den 2021 ausgetragenen Olympischen Spielen 2020 in Tokio ging Isola in zwei Wettbewerben an den Start. Im Einzel erreichte sie nach einem 14:12-Erfolg gegen die Tunesierin Sarra Besbes und einem 15:9-Sieg gegen Lin Sheng aus China das Viertelfinale. Dort unterlag sie der Chinesin Sun Yiwen knapp mit 11:12. In der Mannschaftskonkurrenz bildete sie mit Rossella Fiamingo, Mara Navarria und Alberta Santuccio ein Team. Mit 33:31 setzten sie sich in der ersten Runde gegen die unter dem Namen „ROC“ startende russische Équipe durch, ehe gegen Estland im Halbfinale mit 34:42 eine Niederlage folgte. Im Duell um die Bronzemedaille trafen die Italienerinnen auf die chinesische Mannschaft. Dank eines 23:21-Erfolges gelang Isola, Fiamingo, Navarria und Santuccio der Medaillengewinn. 2022 wurde sie mit der Mannschaft sowohl Vizeeuropameisterin in Antalya als auch Vizeweltmeisterin in Kairo.